# Singles Collection: The London Years
Singles Collection: The London Years è una compilation dei Rolling Stones, pubblicata nel 1989. È uscito sia in versione LP a 4 dischi in vinile sia in formato CD a 3 dischi.

## Storia
Venne immesso sul mercato dalla ABKCO Records, la casa discografica dell'ex manager degli Stones Allen Klein che era riuscito a ottenere il controllo sul materiale della band relativo al periodo Decca/London dal '63 al '70.
La raccolta comprende tutti i brani pubblicati su singolo dai Rolling Stones (comprese le B-side) nel corso degli anni sessanta, sia in Gran Bretagna che negli Stati Uniti. Il titolo dell'album è un riferimento alla London Records che pubblicò i brani in America all'epoca della loro prima pubblicazione.
La compilation originale è stata prodotta da Andrew Loog Oldham, e rimasterizzata in digitale con la supervisione di P. D. Rain e Jody Klein.
Spaziando dal 1963 al 1971, il disco inizia presentando il primo singolo in assoluto dei Rolling Stones in Gran Bretagna, la cover di Chuck Berry Come On, e termina con i brani di Sticky Fingers Brown Sugar e Wild Horses (dei quali Allen Klein deteneva i diritti di pubblicazione in condivisione con gli Stones).
Le uniche omissioni sono quattro B-side del periodo 1970-1971: Bitch e Let It Rock (pubblicate nel Regno Unito sul singolo di Brown Sugar) e Sway (B-side di Wild Horses), delle quali Klein non deteneva i diritti di pubblicazione; ed infine Natural Magic, un pezzo strumentale di Ry Cooder, pubblicato come lato B del singolo di Mick Jagger del 1970 Memo from Turner.

## Pubblicazione e accoglienza
Singles Collection: The London Years fu pubblicato giusto due settimane prima dell'uscita del nuovo album di inediti dei Rolling Stones dopo tre anni di silenzio discografico, Steel Wheels, beneficiando di questo ritorno di interesse verso la band. Divenne disco di platino, e raggiunse la posizione numero 91 in classifica negli Stati Uniti.
Nel 2006, Steven Van Zandt ha posizionato Singles Collection: The London Years in vetta alla sua personale lista degli album indispensabili di ogni tempo, affermando:
Nell'agosto 2002, Singles Collection: The London Years è stata ristampata in una nuova versione rimasterizzata in Compact Disc e SACD digipak dalla ABKCO Records.

## Tracce
- Tutti i brani sono opera di Mick Jagger & Keith Richards, eccetto dove indicato.

### Disc 1
1. Come On (Chuck Berry) – 1:48
2. I Want to Be Loved (Willie Dixon) – 1:52
3. I Wanna Be Your Man (John Lennon/Paul McCartney) – 1:43
4. Stoned (Nanker Phelge) – 2:09
5. Not Fade Away (Charles Hardin/Norman Petty) – 1:47
6. Little by Little (Nanker Phelge/Phil Spector) – 2:39
7. It's All Over Now (Bobby Womack/Shirley Jean Womack) – 3:27
8. Good Times, Bad Times – 2:31
9. Tell Me – 2:47
  - Le successive ristampe contengono una versione da 3:48
10. I Just Want to Make Love to You (Willie Dixon) – 2:17
11. Time Is on My Side (Norman Meade) – 2:59
  - Versione registrata nuovamente con introduzione di chitarra sovraincisa sulla registrazione originale e organo, dura 2:53 sulla ristampa del 2002.
12. Congratulations – 2:28
13. Little Red Rooster (Willie Dixon) – 3:05
14. Off the Hook – 2:34
15. Heart of Stone – 2:45
16. What a Shame – 3:03
17. The Last Time – 3:42
18. Play with Fire (Nanker Phelge) – 2:14
19. (I Can't Get No) Satisfaction – 3:43
20. The Under Assistant West Coast Promotion Man (Nanker Phelge) – 3:20
  - Questa è la rara versione originale non censurata, non utilizzata nelle successive ristampe.
21. The Spider and the Fly – 3:38
22. Get Off of My Cloud – 2:54
23. I'm Free – 2:24
24. The Singer Not the Song – 2:22
25. As Tears Go By (Mick Jagger/Keith Richards/Andrew Loog Oldham) – 2:45

### Disc 2
1. Gotta Get Away – 2:07
2. 19th Nervous Breakdown – 3:56
3. Sad Day – 3:01
4. Paint It, Black – 3:44
5. Stupid Girl – 2:55
6. Long Long While – 3:01
7. Mother's Little Helper – 2:45
8. Lady Jane – 3:10
9. Have You Seen Your Mother, Baby, Standing in the Shadow? – 2:34
10. Who's Driving Your Plane? – 3:14
11. Let's Spend the Night Together – 3:26
12. Ruby Tuesday – 3:13
13. We Love You – 4:36
14. Dandelion – 3:48
15. She's a Rainbow – 4:11
16. 2000 Light Years from Home – 4:44
17. In Another Land (Bill Wyman) – 2:53
18. The Lantern – 4:26
  - Un mixaggio differente rispetto alla versione su Their Satanic Majesties Request, con più parti di chitarra solista.
19. Jumpin' Jack Flash – 3:38
20. Child of the Moon – 3:12
  - Versione mono sulla ristampa rimasterizzata del 2002.

### Disc 3
1. Street Fighting Man – 3:09
  - Nella ristampa del 2002 è presente il mixaggio mono del 45 giri promozionale.
2. No Expectations – 3:55
  - Mixaggio mono differente rispetto alla versione presente su Beggars Banquet.
3. Surprise, Surprise – 2:30
4. Honky Tonk Women – 3:00
5. You Can't Always Get What You Want (Single Edit) – 4:49
6. Memo from Turner – 4:06
  - Pubblicata come singolo solista a nome del solo Mick Jagger nel novembre 1970.
7. Brown Sugar – 3:49
8. Wild Horses – 5:42
9. I Don't Know Why (Stevie Wonder/Paul Riser/Don Hunter/Lula Hardaway) – 3:01
10. Try a Little Harder – 2:17
11. Out of Time – 3:22
12. Jiving Sister Fanny – 3:20
13. Sympathy for the Devil – 6:17
  - Pubblicata come B-side del singolo Honky Tonk Women nel 1976.

- Tutte le tracce sui dischi 1 e 2 sono state prodotte da Andrew Loog Oldham, le tracce 1–4 del disco 1 co-prodotte da Oldham insieme a Eric Easton, le tracce 15–18 prodotte dai Rolling Stones, le tracce 19–20 prodotte da Jimmy Miller. Tutte le tracce del terzo disco sono state prodotte da Jimmy Miller, eccetto le tracce 3, 10, e 11 prodotte da Andrew Loog Oldham e la traccia 6 prodotta da Jack Nitzsche.